# Michelangelo Falvetti
Michelangelo Falvetti (* 29. Dezember 1642 in Melicuccà (Kalabrien); † 1692 in Messina) war ein italienischer Komponist und Kapellmeister.
Der Priester Michelangelo Falvetti war ab 1670 Kapellmeister in Palermo, wo er die Vereinigung «Unione dei Musici» gründete. Ab 1682 war er „Maestro della Real Cappella di questa nobile città di Messina“. Erhalten sind einige Oratorien.

## Werke (Auswahl)
In Palermo entstanden
- Abel figura dell’agnello eucaristico, aufgeführt zu Karneval, gedruckt 1676 in Palermo
- La spada di Gedeone, gedruckt 1678 in Palermo
- La Giuditta, aufgeführt 1680 in der Kirche des Monastero del Cancelliere di Palermo
- Il trionfo dell’anima in Palermo entstanden und gedruckt, aber in Messina aufgeführt.

In Messina entstanden
- È Giusto il Fato (1682)
- Il diluvio universale (1682), Oratorium, das in Sizilien gefunden und 2001 neu verlegt wurde. Im September 2010 wurde es erstmals eingespielt.[1]
- Il Nabucco (1683)[2]
- Il sole fermato da Giosuè (1692)